# Temptation (Monrose-album)
A Temptation a legelső albuma a német Monrose triónak. A Starwatch és a Warner Music Group bocsátotta ki 2006. december 8-án. A fő producer Dieter Falk és a Jiant producercsapatból Marcus Brosch, Toni Cottura, J. Remy, Mark Mozart, és még sokan mások. Az album Ausztriában a listák tetején debütált, Németországban és Svájcban az első héten elérte a platina státuszt 200 000 eladott példánnyal, azon belül a nagy sikarű Shame című számmal. 2007 júniusában elérta a tripla platina státuszt több mint 400 000 eladott példánnyal.

## Története

### Indulás
2006 október végén a Popstars című tehetségkutató show hat finalistája betért egy stúdióba, hogy felvegyék a show nyertesei albumának az alternatív verzióját. Három hétig dolgoztam Dietar Falk-al és a producercsapattal.Mialatt Falk és a brit Jiant duó dolgoztak az albumon, addig a versenyzők dolgoztak Bobbybass-szal, Marcus Broschal, Toni Cotturával, Jonas Jeberggel, Marc Mozarttal, Majorral, J. Remyvel, Snowflakersszel, Derek von Knoghal és J. Worthyvel. A dalszövegírók Edvin "Lil' Eddie" Serrano, Gary Barlow, Claude-Michel Schönberg és Alain Boublil. Dolgoztak még Martin Frieddel, de az ő dalai közül egyik sem került fel az albumra.

### Feldolgozások
- Az "Oh La La a Boo2 együttes ki nem adott 2005-ös dalának az átdolgozása.
- A "Do That Dance" a Kay Cee Dee 2006-os dalának angol verziója.
- A "Diamonds & Pearls" Edvard Grieg 1876-os dala.

## Dallista
1. "Shame" (Tim Hawes, Pete Kirtley, Christian Ballard, Andrew Murray) – 3:29
2. "Even Heaven Cries" (Robbie Nevil, Philip Denker, Lauren Evans, Jonas Jeberg, Jens Lumholt) – 3:56
3. "Oh La La" (Tim Hawes, Pete Kirtley, Obi Mhondera) – 3:46
4. "No" (Holly James, Tim Goodacre, Stuart Roslyn) – 2:58
5. "I'm Gonna Freak Ya" (Winston Sela, Roberto Martorell, N. Martorell) – 3:27
6. "Love Don't Come Easy" (Toni Cottura, Marcus Brosch, Kim Zebrowski, Inessa Alessandrova) – 4:38
7. "2 Of A Kind" (Gary Barlow, Elliot Kennedy, Tim Woodcock) – 3:12
8. "Your Love Is Right Over Me" (T. B. Andrews) – 4:35
9. "Work It" (Anthony Little, Richard Kelly) – 3:54
10. "Do That Dance" (Claude-Michel Schönberg, Alain Boubil, Richard Maltby) – 3:26
11. "Live Life Get By" (Jonathan Shorten, Niara Scarlett) – 3:57
12. "Push Up On Me" (Jeremy Skaller, Robert Larrow, Thara Prashad, Edwin Serrano, George Adamas, Eritz Laues) – 4:03

Musicload bonus track
1. "Butt Butt" (Jasmine Baird, Alex James) - 3:01

## Toplistákon elért helyezések
| Toplista (2006)       | Maximális helyezés | Rang         |
| --------------------- | ------------------ | ------------ |
| Német Top 100         | 1                  | 1,5x Platina |
| Osztrák Top 50        | 1                  | Platina      |
| Svájci album-toplista | 1                  | Platina      |

## Zenekar
- Dieter Falk – zongora
- Mark mozart – szintetizátor
- G-String – cselló
- Ossi Schaller – gitár